# Teachers (Britse televisieserie)
Teachers is een televisieserie die uitgezonden werd op Channel 4 tussen 2001 en 2004. De serie gaat over leraren op een school in Bristol, Engeland.
De hoofdpersonen zijn Simon Casey (Andrew Lincoln), Susan Gately (Raquel Cassidy), Kurt Mckenna (Navin Chowdhry), Brian Steadman (Adrian Bower) en Jenny Paige (Nina Sosanya). Later, in de tweede, derde en vierde serie kwamen er hoofdpersonen bij en gingen er een aantal weg.
De serie is een zogenaamde "dramady", een drama/comedy. De serie is zeer populair geworden in Engeland. Het is Channel Four's meest succesvolle en langlopende serie. Teachers werd genomineerd voor zes BAFTA's tussen 2002 en 2004 en in 2003 werd de serie genomineerd voor en won de Best British Comedy Show bij de British Comedy Awards.
Na vier seizoenen van in totaal 40 afleveringen werd de serie gestopt. De serie staat bekend om zijn vele subtiele grappen, en het feit dat de leraren vaak even onvolwassen zijn als hun leerlingen.
Een kortdurende (6 afleveringen), gelijknamige comedy werd in 2006 in de V.S. uitgezonden.